# Franciszka Galbierz-Krośniak
Franciszka Galbierz-Krośniak (ur. 13 września 1928 w Gliwicach, zm. 23 października 2018) – polska polityk, posłanka na Sejm PRL VIII kadencji.

## Życiorys
W 1955 uzyskała tytuł zawodowy lekarza medycyny w Śląskiej Akademii Medycznej. Od 1955 pracowała w Wojewódzkim Ośrodku Chorób Płuc Dzieci i Młodzieży w Istebnej, w którym od 1966 była ordynatorem oddziału, a od 1972 dyrektorem. Do Polskiej Zjednoczonej Partii Robotniczej wstąpiła w 1974. Była radną Wojewódzkiej Rady Narodowej. W latach 1981–1985 pełniła mandat posła na Sejm PRL VIII kadencji w okręgu Bielsko-Biała z ramienia PZPR. Zasiadała w Komisji Zdrowia i Kultury Fizycznej oraz w Komisji Polityki Społecznej, Zdrowia i Kultury Fizycznej.
Zamieszkiwała na osiedlu Manhatan w Ustroniu. Pochowana wraz z mężem Aleksandrem (1924–1996, również lekarzem) na cmentarzu komunalnym w Ustroniu.

## Odznaczenia
- Złoty Krzyż Zasługi
- Srebrny Krzyż Zasługi
- Brązowy Medal „Za zasługi dla obronności kraju”